# Twin Rivers
Twin Rivers és una concentració de població designada pel cens dels Estats Units a l'estat de Nova Jersey. Segons el cens del 2000 tenia 7.422 habitants.

## Demografia
Segons el cens del 2000, Twin Rivers tenia 7.422 habitants, 2.748 habitatges, i 2.033 famílies. La densitat de població era de 2.274,3 habitants/km².
Dels 2.748 habitatges en un 33,4% hi vivien nens de menys de 18 anys, en un 58,1% hi vivien parelles casades, en un 11% dones solteres, i en un 26% no eren unitats familiars. En el 21,2% dels habitatges hi vivien persones soles el 4,3% de les quals corresponia a persones de 65 anys o més que vivien soles. El nombre mitjà de persones vivint en cada habitatge era de 2,7 i el nombre mitjà de persones que vivien en cada família era de 3,12.
Per edats la població es repartia de la següent manera: un 23,5% tenia menys de 18 anys, un 8,7% entre 18 i 24, un 30,6% entre 25 i 44, un 30,9% de 45 a 60 i un 6,4% 65 anys o més.
L'edat mediana era de 37 anys. Per cada 100 dones de 18 o més anys hi havia 94,5 homes.
La renda mediana per habitatge era de 62.760 $ i la renda mediana per família de 69.494 $. Els homes tenien una renda mediana de 45.840 $ mentre que les dones 33.393 $. La renda per capita de la població era de 26.501 $. Aproximadament el 2,7% de les famílies i el 4,6% de la població estaven per davall del llindar de pobresa.

## Poblacions més properes
El següent diagrama mostra les poblacions més properes.